# Cabezas huecas
Airheads, conocida en español como Cabezas huecas, es una película de comedia estadounidense de 1994, dirigida por Michael Lehmann y protagonizada por Brendan Fraser, Steve Buscemi, Adam Sandler y Joe Mantegna.

## Sinopsis
Chazz (Brendan Fraser), Rex (Steve Buscemi) y Pip (Adam Sandler) son los miembros de una banda de hard rock con poca suerte llamada The Lone Rangers, quienes, casi por accidente, toman por asalto una estación de radio para que sus canciones sean pasadas al aire. Ian (Joe Mantegna) es el disc jockey de la radio, quien acaba emitiendo un programa donde los protagonistas son los miembros del grupo.

## Reparto
- Brendan Fraser - Chazz Darby
- Steve Buscemi - Rex
- Adam Sandler - Pip
- Chris Farley - Oficial Wilson
- Joe Mantegna - Ian "The Shark"
- Michael McKean - Milo
- Judd Nelson - Jimmie Wing
- Ernie Hudson - Sargento O'Malley
- Amy Locane - Kayla
- Nina Siemaszko - Suzzi
- Marshall Bell - Carl Mace
- Reg E. Cathey - Marcus
- David Arquette - Carter
- Michael Richards - Doug Beech
- Kurt Loder - Kurt Loder
- Mike Judge - Voces de Beavis y Butt-Head
- Allen Covert - Policía
- Rob Zombie - Él mismo
- Sean Yseult - Ella misma
- Lemmy - Él mismo
- Tom Araya - Él mismo

## Banda sonora
La banda sonora incluye canciones de rock californiano de las décadas de 1980 y 1990.
1. "Born to Raise Hell" - Motörhead (4:57)
2. "I'm The One" - 4 Non Blondes (3:58) (originalmente de Van Halen)
3. "Feed the Gods" - White Zombie (4:05)
4. "No Way Out" - DGeneration (4:26)
5. "Bastardizing Jellikit" - Primus (4:11)
6. "London" - Anthrax (2:54) (originalmente de The Smiths)
7. "Can't Give In" - Candlebox (3:15)
8. "Curious George Blues" - Dig (4:03)
9. "Inheritance" - Prong (2:11)
10. "Degenerated" - Lone Rangers (3:53) (originalmente de Reagan Youth)
11. "I'll Talk My Way Out Of It" - Stuttering John (3:40)
12. "Fuel" - Stick (4:57)
13. "We Want the Airwaves" - Ramones (3:21)
14. "Janie's Got a Gun" - Aerosmith (5:24)